# Липен (ТВ серија)
Липен (фр. Lupin) француска је телевизијска серија коју су створили Џорџ Кеј и Франсоа Узан за Netflix. Глумачку поставу предводи Омар Си који тумачи Асана Диопа, лопова насталог по узору на Арсена Липена ког је измислио Морис Леблан.
Серија је добила изузетно позитивне рецензије критичара и остварила велики успех међу гледаоцима. Освојила је и била номинована за неколико награда, међу којима су Награда по избору критичара, Еми и Златни глобус.

## Радња
Прича прати професионалног лопова Асана Диопа, јединог сина имигранта из Сенегала који је дошао у Француску ради бољег живота за себе и своје дете. Асановом оцу смешта крађу скупоцене дијамантске огрлице његов послодавац, богати и моћни Ибер Пелегрини, и он умире у својој затворској ћелији, оставивши четрнаестогодишњег Асана да се сам сналази на улицама Париза.
Двадесет пет година касније, инспирисан књигом о лопову Арсену Липену коју му је отац поклонио за рођендан, Асан креће у освету породици Пелегрини, користећи своју харизму и мајсторство крађе, подвала и прерушавања како би разоткрио Пелегринијеве злочине.

## Улоге
| Глумац          | Улога             |
| --------------- | ----------------- |
| Омар Си         | Асан Диоп         |
| Лудивин Сањије  | Клер Лоран        |
| Антоан Гуи      | Бенжамен Ферел    |
| Суфијан Гераб   | Јусеф Гедира      |
| Ширин Ботела    | Софија Белкачем   |
| Етан Симон      | Раул Диоп         |
| Клотилд Хесме   | Жулијет Пелегрини |
| Никол Гарсија   | Ан Пелегрини      |
| Ерве Пјер       | Хуберт Пелегрини  |
| Фаргас Асанде   | Бабакар Диоп      |
| Винсент Лондез  | Роман Ложије      |
| Винсент Гаранже | Габријел Думон    |

## Епизоде
| Сезона | Сезона | Епизоде | Епизоде | Оригинална објава | Оригинална објава |
| ------ | ------ | ------- | ------- | ----------------- | ----------------- |
|        | 1.     | 5       | 5       | 8. јануар 2021.   | 8. јануар 2021.   |
|        | 2.     | 5       | 5       | 11. јун 2021.     | 11. јун 2021.     |
|        | 3.     | 7       | 7       | 5. октобар 2023.  | 5. октобар 2023.  |